# Carlo Fineschi
Carlo Fineschi (Siena, 18 aprile 1969) è un regista e attore italiano.

## Biografia
Ha studiato e si è diplomato come filmaker negli Stati Uniti al Maine Media Workshops.
Tra i lavori come regista di teatro compaiono Garage Olimpo, trasposizione dell'omonimo film di Marco Bechis; Penetrazioni, di Gian Maria Cervo presentato al Festival di Edimburgo, al Jackson Lane Theatre di Londra e in molte città italiane; Alice nel bosco presentato a Bochum; L'uomo più crudele  e Il tempo libero, sempre di Gianmaria Cervo, rappresentati presso alcuni teatri tra i quali il teatro Eliseo, il teatro Olimpico e il teatro India  di Roma, il Piccolo Teatro di Milano, il Burgtheater di Vienna, Essen in Germania, Festival dei Due Mondi di Spoleto e Romaeuropa Festival.
Ha allestito inoltre la prima italiana del testo di Shakespeare Edoardo III, la prima italiana del testo di Samuel Beckett All Strange Away, e testi classici tra i quali Medea di Euripide e La donna del mare di Ibsen.
Particolari le realizzazioni di Di che hai paura di Richard Dresser, spettacolo allestito interamente all'interno di una macchina in movimento presentato al festival Quartieri dell'Arte e al festival Città spettacolo di Benevento e Rolling, spettacolo itinerante presso vari luoghi di Roma.
Nel 2014 ha realizzato lo spettacolo Ad occhi chiusi, dall'omonimo romanzo di Gianrico Carofiglio nell'ambito del museo MAXXI di Roma.
Nel cinema ha lavorato come attore con registi come Michele Placido e Lino Capolicchio e in tv nella serie Ho sposato uno sbirro.
Come regista video ha realizzato il documentario Miracolo Di vino insieme a Vito Mancusi, presentato al festival Documenta Madrid ed i cortometraggi Noir, Quello che le mamme non sanno e I know
È regista, autore e interprete della serie web interattiva ALTqvm.
Ha ricevuto alcuni premi tra i quali miglior attore protagonista per il cortometraggio I vicini di casa al XXXIV Fotogramma d'oro Festival di Castrocaro Terme e miglior cortometraggio al Sergio Leone Day per Quello che le mamme non sanno.